# Rick Ray
 (décembre 2019).
 (décembre 2019).
Si vous disposez d'ouvrages ou d'articles de référence ou si vous connaissez des sites web de qualité traitant du thème abordé ici, merci de compléter l'article en donnant les références utiles à sa vérifiabilité et en les liant à la section « Notes et références ».
Rick Ray est un réalisateur américain connu pour son film documentaire de 2006 10 Questions for the Dalai Lama, qu'il a écrit, filmé et réalisé. En 2022, Ray s’est rendu en Ukraine déchirée par la guerre pour une exploration de 5 semaines des effets traumatisants de la guerre sur le peuple ukrainien. Il documente ses expériences et l'histoire ukrainienne dans son documentaire Be Safe, Stories From Ukraine, qui sortira bientôt. Son documentaire Lynching Charlie Lynch, sur les procès de l'ancien propriétaire d'un dispensaire de marijuana médicale, Charles C. Lynch, a été présenté en première au Festival international du film de San Luis Obispo 2011 le 9 mars.